# 有礒正八幡宮
有礒正八幡宮（ありそしょうはちまんぐう）は、富山県高岡市横田町にある神社。

## 祭神
当社の祭神は以下の通り。
- 有礒神
- 綏靖天皇
- 応神天皇
- 仁徳天皇
- 神功皇后
- 武内宿禰
- 素戔嗚命
- 岡象女神
- 安徳天皇
- 神功皇后
- 大己貴神
- 石凝姥神
- 日本武尊
- 前田利長命
- 天照皇大御神
- 建御名方神
- 原霊子八幡大神

## 歴史
特記なき記述は公式サイトによる。
- 往古 - 有礒宮は雨晴岩崎「渋谷の浜」に鎮座したが、日本海の荒波による境内地浸蝕のため、高岡志貴野「山崎の丘」（現在の高岡古城公園）に遷座したという。
- 文明年間 - 上田丹後守によって砺波山より横田正八幡宮が現在の宗泉寺と千保川の中程に勧請。
- 慶長15年（1610年） - 有礒宮が横田正八幡宮に合祀され、「有礒神社正八幡宮」と改称。
- 慶長17年（1612年） - 千保川氾濫のため、現在地に遷座。前田利長より石垣が奉納。
- 元禄9年（1697年） - 金屋町より鰐口（高岡市指定文化財、金屋町公民館所蔵）奉納。
- 天明5年（1785年） - 神輿（高岡市指定文化財）新調。
- 文化元年（1804年） - 「有礒神社」の号を賜る。
- 明治5年（1872年） - 郷社に列する。
- 明治16年（1883年） - 本殿（登録有形文化財）造営。
- 明治25年（1892年） - 第30回式年大祭。
- 昭和10年（1935年） - 拝殿・幣殿（登録有形文化財）造営。
- 昭和22年（1947年） - 「有礒正八幡宮」に改称。
- 昭和26年（1951年） - 第31回式年大祭。棟方志功が式年大祭のポスターを制作。
- 平成5年（1993年） - 社務所改築。
- 平成13年（2001年） - 第32回式年大祭。神輿修復、神輿蔵新築、御用水屋根新築。

## 文化財
- 本殿、釣殿、拝殿および幣殿（登録有形文化財）

八棟造（有礒造）の本殿は明治16年（1883年）造営、拝殿・幣殿は昭和10年（1935年）造営。
- 青銅随神像（高岡市指定文化財）

大正10年（1921年）建立。武田五一設計。
- 有礒正八幡宮神輿（高岡市指定文化財）

天明5年（1785年）新調。

## 摂社
- 天満宮
- 熊野社
- 内免神明社

## 奉務神社
- 荒屋敷神明宮
- 北島神社
- 木津神社
- 木町神社
- 河野神明社
- 西條神社
- 大源神社
- 長江神社
- 野村神社
- 羽廣諏訪社
- 早川八幡社
- 横田神社
- 四屋神社
- 和田神明宮